# Oscar Dias Correia
Oscar Dias Correia (na grafia original, Oscar Dias Corrêa; Itaúna, 1 de fevereiro de 1921 — Rio de Janeiro, 30 de novembro de 2005) foi um político, jurista, advogado e magistrado brasileiro. Entre outros cargos, foi deputado federal, ministro do Supremo Tribunal Federal e ministro da Justiça.
Lecionou direito e economia em diversas universidades, como a Universidade Federal de Minas Gerais, Universidade do Estado do Rio de Janeiro, a Universidade Federal do Rio de Janeiro e a Universidade de Brasília.
Era membro da Academia Brasileira de Letras.

## Biografia
Formado em direito pela Universidade Federal de Minas Gerais em 1943, passou a atuar como advogado e iniciou-se na vida pública em 1946, quando foi nomeado oficial de gabinete do secretário das finanças do Estado de Minas Gerais, João Franzen de Lima.
Em 1947, foi eleito deputado estadual pela União Democrática Nacional (UDN) de Minas Gerais, sendo reeleito em 1951. Em 1955 foi eleito deputado federal, reelegendo-se em 1959 e 1963. Em 1961, foi nomeado secretário da educação de Minas Gerais, no governo de José de Magalhães Pinto. Quando do advento do bipartidarismo no Brasil em 1966, abandonou a política no fim de seu mandato.
Foi professor de direito e de economia em várias faculdades, tais como UFMG, UERJ, UFRJ e UnB. Entre outras funções universitárias, foi diretor da Faculdade de Economia e Administração da UFRJ (1968) e diretor da Faculdade de Direito da UERJ (1976-1980).
Foi conselheiro federal da Ordem dos Advogados do Brasil de 1971 a 1979, e também atuou como vice-presidente do Instituto dos Advogados Brasileiros.
Em 1982 foi nomeado ministro do Supremo Tribunal Federal pelo presidente João Figueiredo, tomando posse em 26 de abril. Presidiu o Tribunal Superior Eleitoral entre 31 de março de 1987 e 16 de janeiro de 1989. Aposentou-se do STF em 17 de janeiro de 1989, sendo nomeado ministro da Justiça por José Sarney, cargo que exerceu de 19 de janeiro a 8 de agosto de 1989. Posteriormente, dedicou-se à advocacia, com a emissão de pareceres e atuação perante os tribunais.
Também em 1989 foi eleito para a Academia Brasileira de Letras, passando a ocupar a Cadeira nº 28, cujo patrono é Manuel Antônio de Almeida e cujo fundador foi o também jurista Inglês de Sousa.
Era também membro da Academia Mineira de Letras (cadeira 03).
Faleceu em 2005, por insuficiência respiratória, em sua residência no Rio de Janeiro. Foi sepultado no mausoléu da Academia Brasileira de Letras, localizado no cemitério São João Batista, na mesma cidade.

## Posições políticas
Oscar Correia declarava-se antimarxista, antissocialista e anticomunista, afirmando: "Só não sou anarquista porque não posso. Meu desejo era ser anarquista, mas como a sociedade não dispõe ainda de condições para ser anarquista, sou neoliberal, neocapitalista".

## Livros
- Aspectos da Racionalização Econômica — Imprensa Oficial — Belo Horizonte, 1949;
- Economia Política — Introdução. Conceitos Fundamentais — Belo Horizonte, 1951;
- Introdução Crítica à Economia Política — Forense — Rio, 1957;
- Economia Política (Tradução de Économie Politique, de Henri Guitton — Précis Dalloz) — 4 Volumes — Editora Fundo de Cultura — Rio, 1959;
- Brasílio — romance — Gráfica Editora Record — Rio, 1968;
- A Constituição de 1967 — Contribuição Crítica — Forense — Rio, 1969;
- A Constituição da República Federativa do Brasil — Texto da EC 1/69 com observações e notas — Editora Alba — Rio, 1970;
- A Defesa do Estado de Direito e a Emergência Constitucional — Presença — Rio, 1980;
- De Beca, Borla e Capelo — Perfis, em colaboração com Nicola Falabella — Ed. Comunicação — Belo Horizonte;
- Vultos e Retratos — (Coletânea de discursos acadêmicos e conferências sobre Aureliano Lessa, Alphonsus de Guimaraens, Agripa Vasconcelos, Carlos Lacerda, Carlos de Laet, Prado Kelly, Roberto Lyra, José Américo de Almeida e outros, e um estudo sobre o Visconde de Cairu) — Gráfica do Senado — Brasília, 1986;
- A Crise da Constituição, a Constituinte e o Supremo Tribunal Federal — Revista dos Tribunais — São Paulo, 1986;
- Manoel Dias Corrêa, um brasileiro nascido em Portugal — Forense — Rio, 1987;
- O Supremo Tribunal Federal, Corte Constitucional do Brasil — Forense — Rio, 1987;
- Vozes de Minas (Ensaios sobre Bilac Pinto, Haroldo Valladão e Milton Campos) — Forense Universitária — Rio, 1988;
- Discurso de Posse na Academia Brasileira de Letras (Manoel Antônio de Almeida, Inglês de Sousa, Xavier Marques e Menotti del Pichia) — Forense Universitária — Rio, 1990;
- A Constituição de 1988 — Contribuição Crítica — Forense Universitária — Rio, 1991;
- O Sistema Político-Econômico do futuro: o Societarismo — Forense Universitária — 1994;
- Duas Visões da Política Mineira (depoimento, juntamente com Pio Soares Canedo, a Alisson Mascarenhas Vaz) — BDMG Cultural — Belo Horizonte, 1997;
- Meus Versos dos Outros — tradução de poetas italianos — edição bilíngüe — 1999, Ed. Academia Brasileira de Letras;
- Memórias Políticas, col. Memória Política de MG — Ed. Assembléia Legislativa de MG — 2 volumes — 2000.